# Ping-pong (umjetnost zdravog đira)
Ping-pong (umjetnost zdravog đira) je glazbeni album hrvatske grupe TBF izdan 1997. godine.

## Popis pjesama
1. Slobodni stil
2. Malo san maka
3. Mali
4. Nedodirljivi
5. Moj um pali
6. (t.v.)
7. Vuk
8. Ye'n dva
9. 3-logija jada
10. Daleko od Zemlje
11. Adam
12. Don Prle (iza neviđenog)
13. 101 dalmatinac
14. ST stanje uma
15. Moj um pali (instrumental)
16. 101 dalmatinac (instrumental)